# Ciaran Clark
Ciaran Clark (* 26. září 1989 Harrow) je irský profesionální fotbalista, který hraje na pozici středního obránce za anglický klub Sheffield United FC, kde je na hostování z Newcastlu United. Na mládežnické úrovni reprezentoval Anglii, na seniorské oblékal reprezentační dres Irska. V něm odehrál mezi lety 2011 a 2021 35 utkání, ve kterých vstřelil 2 branky.

## Klubová kariéra
Clark hrál v mládežnických týmech klubu Aston Villa FC. V A-mužstvu působil od roku 2009 do léta 2016. V srpnu 2016 přestoupil do jiného anglického klubu Newcastle United.

## Reprezentační kariéra

### Anglie
Ciaran Clark původně reprezentoval Anglii v mládežnických výběrech. V reprezentaci U20 byl kapitánem.

### Irsko
V roce 2010 vyslovil touhu hrát za irský národní tým, což bylo možné díky tomu, že měl irské rodiče. Debutoval 8. února 2011 proti Walesu (výhra 3:0).